# Peau d'Âne (film 1904)
Peau d'Âne è un cortometraggio del 1904 diretto da Albert Capellani e da Vincent Lorant-Heilbronn. Nel 1908, Capellani ne firmerà una nuova versione dallo stesso titolo.

## Trama

### Film en 5 Tableaux
- L'âne merveilleux
- Peau d'Âne fuit son père
- Le prince s'éprend d'elle
- La bague révélatrice
- Fiançailles

## Produzione
Il film fu prodotto dalla S.C.A.G.L.

## Distribuzione
Distribuito dalla S.C.A.G.L. e dalla Pathé Frères, il film fu distribuito nel 1904.

### Date di uscita
- USA	12 novembre 1904
- Francia	15 dicembre 1904

Alias
- A Princess in Disguise	USA